# 忌怪島/きかいじま
『忌怪島/きかいじま』は、2023年6月16日に公開された日本映画。監督は清水崇、主演は西畑大吾（なにわ男子）。PG12指定。
「忌怪島」でVRの研究をするチーム「シンセカイ」が、閉ざされた島を舞台に現実とメタバース（仮想空間）という2つの世界で起きる怪異に島民も巻き込んで恐怖体験をしていく姿が描かれる。

## あらすじ
天才脳科学者の片岡友彦は、VR研究チーム「シンセカイ」のチーフである脳科学者・井出文子にチーム参加を依頼され、忌怪島に渡ることになる。
「シンセカイ」チームでは、島全体の仮想空間を作り上げていたが、友彦は自身で開発した技術を加えて、匂いや風なども感じることができる現実そのままの仮想世界に進化させた。
だが、友彦がVRゴーグルを付けて仮想世界に入ると突然暗くなり、明かりの灯った浜辺の家にいる男の後に得体の知れない女がいるのに気付く。友彦はその女が男に襲いかかり、井出にも襲いかかる姿を見てしまう。そして、現実の空間に戻った友彦は井出が既に死亡してることを初めて知る。
友彦は島の役場で父・哲夫の遺骨を引き取りに来ていた園田環と出会い、2人が乗り合わせたバスの突然の故障のため、近くの「ユタ」と呼ばれる霊能者・南トキの家に引き寄せられるように行き、トキから友彦と環が同じ日に死亡した者と関わっていると霊視される。
友彦は環と哲夫の住んでいた家に行き、ここが仮想空間で見た浜辺の家だと気付く。井出と哲夫は同じ日、別の場所で亡くなっていた。
友彦はラボで井出が研究していたのが、脳のデータを他人と共有できる「ブレインシンクロニシティ」だったことを知る。友彦はその研究を利用して井出と哲夫の脳に記録されたデータを解析しモニターに映し出すと、あの得体の知れない女と思われるバグが突然現れ、それから始まった怪異はラボだけではなく島中に広がっていく。

## キャスト

### VR研究チーム「シンセカイ」
片岡友彦
演 - 西畑大吾（なにわ男子）
天才脳科学者。非科学的なことを信じない。
環から父親の死の真相の調査を頼まれ、不可解な連続死について調べるうちに、イマジョに関わる怪異に巻き込まれていく。
深澤未央
演 - 生駒里奈
プログラマー。新しくチームに参加した友彦を暖かく迎える。
山本春樹
演 - 平岡祐太
プログラマー。最年長メンバーで井出の死後は代理チーフ。人一倍の行動力でチームを引っ張っていく。
北島弘治
演 - 水石亜飛夢
エンジニア。少々変わり者。夜中のラボで単独作業中に謎の失踪を遂げてしまう。
三浦葵
演 - 川添野愛
プログラマー。島全体の衛星スキャンを担当。「優しい妹」的存在。
井出文子
演 - 伊藤歩
チーフ脳科学者。友彦をチームに招く。ラボで不審な死を遂げてしまう。

### 友彦の関係者
園田環
演 - 山本美月
園田哲夫の娘。父・哲夫の遺骨を引き取りに来て友彦と出会い、彼とともに不可解な連続死の真相を追うことになる。

### 島の住人
金城リン
演 - 當真あみ
島の女子中学生。島民から疎外されているシゲルの世話をしていることで同級生からのいじめを受けている。
友彦や環と関わりを持ったことやシゲルを通じてイマジョの怪異に巻き込まれていく。
新納シゲル
演 - 笹野高史
イマジョにまつわることで島民から疎外されている孤独な老人。「シンセカイ」の世話係として雇用されている。
園田哲夫
演 - 大場泰正
環の父。「シンセカイ」被験者。不審な死を遂げてしまう。
南トキ
演 - 吉田妙子
シゲルとは旧知の仲のユタ。
肥後
演 - なだぎ武
役場勤務。イマジョの怪異に襲われる。
秋奈
演 - 大谷凜香
肥後とは飲み仲間。肥後とともにイマジョの怪異に襲われる。
リンの母親
演 - 國武綾

### その他
イマジョ
演 - 祷キララ
最恐のタブー的存在である「赤い女」。過去に島で理不尽な惨い殺され方をしている。

## スタッフ
- 原案・監督 - 清水崇
- 脚本 - いながききよたか、清水崇
- 音楽 - 山下康介
- 製作 - 柳迫成彦、與田尚志、藤島ジュリーK.、丸橋哲彦、牟田口新一郎、後藤明信、吉村和文、宮田昌広、檜原麻希[7]
- 企画 - 紀伊宗之[7]
- 企画・プロデュース - 小杉宝[7]
- 撮影 - 伊集守忠[7]
- 美術 - 都築雄二[7]
- 照明 - 酒井隆英[7]
- 録音・整音 - 田中博信[7]
- 編集 - 鈴木理[7]
- 装飾 - 松田光畝[7]
- スタイリスト - 城宝昭子[7]
- ヘアメイク - 小出みさ[7]
- 特殊造形 / 特殊メイク - 並河学
- VFXスーパーバイザー - 鹿角剛[7]
- ホラー担当 - 川松尚良[7]
- 音響効果 - 赤澤勇二[7]
- キャスティング - 杉野剛[7]
- 助監督 - 毛利安孝[7]
- 制作担当 - 伊藤栄[7]
- 記録 - 松本月
- 特殊メイク・造形監修 - 百武朋[7]
- 宣伝統括 - 出目宏
- 音楽プロデューサー - 津島玄一
- 特別協賛 - 奄美黒糖焼酎、奄美大島開運酒造 れんど、奄美大島酒造 じょうご、町田酒造 里の曙、ビッグⅡ
- 配給 - 東映[7]
- 製作 -「忌怪島/きかいじま」製作委員会（東映、東映ビデオ、ジェイ・ストーム、山陽鋼業、アスミック・エース、竹書房、ダイバーシティメディア、ギャンビット、ニッポン放送）[7]

## 劇中歌
「イマジョヌ唄」
作詞 - いながききよたか、清水崇、川松尚良 / 編詞・方言監修 - 花井恒三、平岡正見、沖島基太、國武綾 / 作曲 - 山下康介

## ノベライズ
2023年5月30日に映画の脚本を元にした、久田樹生による書き下ろし小説『忌怪島〈小説版〉』が刊行された。

### 書誌情報（ノベライズ）
- 久田樹生（著）・いながききよたか / 清水 崇（脚本）、竹書房〈竹書房文庫〉、2023年5月30日発売[9]、ISBN 978-4-8019-3537-2

## 受賞
- 第19回ポルト・アレグレ国際ファンタスティック映画祭（ポルトガル語版）「最優秀悪役賞」[5]

出演キャスト全員を恐怖に陥れる最強のタブー・イマジョ役 祷キララの怪演、また観た人をトラウマ級の恐怖に没入させる「最強の悪役」を作り出した作品全体が高く評価された。